# بطولة كرة القدم الألمانية 1920
بطولة كرة القدم الألمانية 1920 هو الموسم 13 من بطولة كرة القدم الألمانية ‏. أقيم خلال الفترة 16 مايو 1920 وحتى 13 يونيو 1920، وأشرف على تنظيمه اتحاد ألمانيا لكرة القدم، وكان عدد الأندية المشاركة فيه 8، وفاز فيه نادي نورنبرغ.